# Dżafi’a
Dżafi’a (arab. جافعا) – wieś w Syrii, w muhafazie Hama. W 2004 roku liczyła 833 mieszkańców.